# Reißkofelbad
Reißkofelbad je naselje občine Cirkno v okraju Šmohor na Koroškem v Avstriji.